# Centraal-Atjeh
Centraal-Atjeh (Indonesisch: Aceh Tengah) is een regentschap in de provincie Atjeh op Sumatra, Indonesië. Het regentschap heeft 184.794 inwoners (2014) en heeft een oppervlakte van 4.318 km². De hoofdstad van Centraal-Atjeh is Takengon.
Het regentschap is onderverdeeld in 14 onderdistricten (kecamatan):
1. Linge
2. Atu Lintang
3. Jagong Jeget
4. Bintang
5. Lut Tawar
6. Kebayakan
7. Pegasing
8. Bies
9. Bebesen
10. Kute Panang
11. Silih Nara
12. Ketol
13. Celala
14. Rusip Antara

## Onderliggende bestuurslagen
| - Antara - Arul Badak - Arul Gading - Arul Item - Arul Kumer - Arul Kumer Barat - Arul Kumer Selatan - Arul Kumer Timur - Arul Latong - Arul Pertik - Arul Putih - Arul Relem - Arulgele - Asir Asir - Asir-asir Asia - Atang Jungket - Atu Gajah Reje Guru - Atu Gogop - Atu Lintang - Atu Payung - Atu Singkih - Atu Tulu - Bahgie - Bale Atu - Bale Nosar - Balik - Bamil Nosar - Bebesen - Belang Bebangka - Berawang Baro - Berawang Dewal - Berawang Gading - Bergang - Bewang - Bies Baru - Bies Mulie - Bies Penentanan - Bintang Kekelip - Bintang Pepara - Bius Utama - Blang Balik - Blang Delem - Blang Gele - Blang Kekumur - Blang Kolak I - Blang Kolak II - Blang Mancung - Blang Mancung Bawah - Buge Ara - Bujang - Bukit - Bukit Ewih Tami Delem - Bukit Kemuning - Bukit Rata - Bukit Sama - Bukit Sari - Bur Biah - Burlah - Burni Bius - Burni Bius Baru - Buter - Buter Balik - Calo Blang Gele - Cang Duri - Celala - Cibro - Daling - Dedamar - Dedingin - Delung Sekinel - Depet Indah - Dispot Linge - Empu Balik - Empus Talu - Gayo Murni - Gegarang (Bintang) - Gegarang (Jagong Jeget) - Gelampang Gading - Gele Lah - Gele Lungi - Gelepulo - Gelumpang Payung - Gemboyah - Genting Bulen - Genting Gerbang - Genuren - Gewat - Gunung Bahgie - Gunung Balohen - Gunung Bukit - Gunung Singit - Gunung Suku - Hakim Bale Bujang - Ierelop - Ise-Ise - Jagong - Jalan Tengah - Jaluk - Jamat - Jamur Konyel | - Jeget Ayu - Jejem - Jerata (Ketol) - Jerata (Silih Nara) - Jongok Bathin - Jongok Meluem - Jurusen - Kala Bintang - Kala Kemili - Kala Lengkio - Kala Nongkal - Kala Pegasing - Kala Segi - Kalaketol - Karang Ampar - Karang Bayur - Kayu Kul - Kebet - Kedelah - Kejurun Syiah Utama - Kekuyang - Kelitu - Kelupak Mata - Kemerleng - Kemili - Kenawat - Kepala Akal - Keramat Mupakat - Kerawang - Kuala I - Kuala II - Kuala Rawa - Kung - Kute Baru - Kute Gelime - Kute Keramil - Kute Lintang - Kute Lot - Kute Panang - Kute Rayang - Kute Reje - Kute Riyem - Kute Robel - Kuteni Reje - Kuyun - Kuyun Toa - Kuyun Uken - Lelabu - Lelumu - Lemah Burbana - Lenga - Linge - Linung Ayu - Linung Bulen I - Linung Bulen II - Lot Kala - Lukup Sabun - Lukup Sabun Barat - Lukup Sabun Tengah - Lukup Sabun Timur - Lumut - Mah Bengi - Makmur - Mekar Indah - Mekar Maju - Melala - Mendale - Mengaya - Merah Jernang - Merah Mege - Merah Mersa - Merah Muyang - Merah Pupuk - Merah Said - Merandeh Paya - Merodot - Mongal - Mude Nosar - Mulie Jadi - Mungkur - Nunang Antara - One-One - Owaq - Panangen Mata - Pantan Bener - Pantan Jerik - Pantan Musara - Pantan Nangka - Pantan Penyo - Pantan Reduk (Ketol) - Pantan Reduk (Linge) - Pantan Sile - Pantan Tengah - Paya Beke - Paya Dedep - Paya Jeget - Paya Kolak - Paya Pelu - Paya Reje Tami Delem - Paya Tampu | - Paya Tumpi - Paya Tumpi Baru - Paya Tumpi I - Paya Tungel - Pedekok - Pedemun One One - Pegasing - Penarun - Pendere Saril - Pepalang - Pepayungen Angkup - Pilar Jaya - Pilar Wih Kiri - Pinangan - Pondok Balik - Pucuk Deku - Ramung Ara - Ratawali - Rawe - Rebegedung - Reje Payung - Rejewali - Remesen - Reremal - Rusip - Rutih - Sadong Juru Mudi - Sanehen - Segene Balik - Semelit Mutiara - Sepakat - Serempah - Simpang Empat - Simpang Juli - Simpang Kelaping - Simpang Kemili - Simpang Lukup Badak - Simpang Tiga Uning - Sintep - Sp Uning Niken - Suka Damai - Takengon Barat - Takengon Timur - Tanjung - Tanoh Abu - Tanoh Depet - Tansaril - Tapak Moge - Tapak Moge Timur - Tawar Miko - Tawardi - Tebes Lues - Tebuk - Telege Atu - Telege Sari - Tenebuk Kp. Baru - Tensaren - Terang Engon - Terang Ulen - Timang Rasa - Timangan Gading - Tirmi Ara - Toweren Antara - Toweren Musara - Toweren Toa - Toweren Uken - Ujung Gele - Ulu Nuih - Umang (Bebesen) - Umang (Linge) - Uning - Uning Berawang Ramung - Uning Pegantungen - Uring - Wakil Jalil - Wih Bersih - Wih Ilang - Wih Lah - Wih Nareh - Wih Nongkal - Wih Nongkal Toa - Wih Pesam - Wih Porak - Wih Sagi Indah - Wih Terjun - Wihlah Setie - Wihni Bakong - Wihni Durin |

Stadsgemeenten: Banda Atjeh · Langsa · Lhokseumawe · Sabang · Subulussalam

Regentschappen: West-Atjeh · Zuidwest-Atjeh · Aceh Besar · Aceh Jaya · Zuid-Atjeh · Aceh Singkil · Aceh Tamiang · Aceh Tengah · Aceh Tenggara · Aceh Timur · Noord-Atjeh · Bener Meriah · Bireuen · Gayo Lues · Nayan Raya · Pidie · Pidie Jaya · Simeulue